# Ferdinando Serone
Ferdinando Serone o de Gerona (Gerona, ... – 1542) è stato un vescovo cattolico spagnolo.
È stato nominato vescovo di Asti il 12 maggio 1525 e nel 1528 fu trasferito alla diocesi di Venosa.

## Biografia
Durante l'episcopato di Ferdinando avvenne l'assedio della città di Asti da parte delle truppe del capitano mercenario Fabrizio Maramaldo.
La leggenda vuole che l'invocazione del vescovo e della popolazione verso la Vergine e il patrono San Secondo, fecero sì da far comparire le due figure celesti che fulminarono i nemici mandandoli in rotta.
L'importante vicenda fu raffigurata nell'affresco tuttora visibile nella parete destra del coro della Collegiata di San Secondo.

Il 23 marzo 1528 passò alla cattedra vescovile di Venosa, dove morì nel 1542.